# سلطنت (فیلم ۲۰۱۴)
سلطنت (انگلیسی: Sultanat) فیلمی در ژانر اکشن به کارگردانی سید فیصل بوکاری محصول سال ۲۰۱۴ در کشور پاکستان است.